# Time Volley Matera
Maillots
Le Time Volley Matera est un club italien de volley-ball féminin basé à Matera, en Basilicate. Il évolue pour la saison 2011-2012 en Serie A2.

## Effectifs

### Saison 2011-2012
Entraîneur : Gianni D'Onghia  Italie
| No  | Nom                   | Date de Naissance | Taille | Poids | Nationalité | Poste                     |
| --- | --------------------- | ----------------- | ------ | ----- | ----------- | ------------------------- |
| 2.  | Giorgia Cacciapaglia  | 14 décembre 1987  | 170    |       | Italie      | Libero                    |
| 3.  | Claudia Ciotoli       | 30 janvier 1985   | 182    |       | Italie      | Centrale                  |
| 5.  | Ivana Popović         | 13 janvier 1983   | 184    |       | Serbie      | Réceptionneuse-attaquante |
| 8.  | Ambra Flammini        | 5 août 1988       | 180    |       | Italie      | Réceptionneuse-attaquante |
| 9.  | Melissa Donà          | 11 avril 1982     | 180    |       | Italie      | Réceptionneuse-attaquante |
| 10. | Linda Martinuzzo      | 10 octobre 1992   | 188    |       | Italie      | Centrale                  |
| 12. | Melania Blunda        | 10 février 1986   | 186    |       | Italie      | Réceptionneuse-attaquante |
| 13. | Michela Benefico      | 1er décembre 1985 | 178    |       | Italie      | Réceptionneuse-attaquante |
| 14. | Elena Keldibekova     | 23 juin 1974      | 177    | 72    | Pérou       | Passeuse                  |
| 15. | Antonella Paternoster | 29 novembre 1997  | 177    |       | Italie      | Passeuse                  |
| 16. | Magdalena Tekiel      | 25 août 1987      | 186    | 75    | Pologne     | Réceptionneuse-attaquante |